# Koroa
Els koroa eren un dels grup d'indígenes que vivien a la vall del Mississipi abans de la colonització europea de la regió. Vivien al nord-oest de l'actual Mississipi al riu Yazoo conca. Es creia que parlen un dialecte de tunica.
Els koroa poden ser la tribu identificada per l'expedició d'Hernando de Soto com a Coligua o Cologoa. Van ser rebuts per la companyia de Soto en l'àrea del que avui és Little Rock (Arkansas).
Jacques Marquette es va referir a aquesta tribu amb el nom Akoroa. Els koroa vivien a banda i banda del riu Mississipi quan els francesos els va trobar a finals del segle xvii. Almenys un dels seus pobles estava al marge oriental del riu.
En 1702 un missioner francès catòlic anomenat Foucault va ser assassinat mentre complia entre els koroa. Els líders de la tribu executaren als assassins. Molts membres de la tribu koroa es van unir als tunica, chickasaws o natchez després que les malalties europees delmaren llur població greument llur població.